# Nesiotochernes stewartensis
Genre
Espèce
Nesiotochernes stewartensis, unique représentant du genre Nesiotochernes, est une espèce de pseudoscorpions de la famille des Chernetidae.

## Distribution
Cette espèce est endémique de Nouvelle-Zélande. Elle se rencontre sur l'île Stewart.

## Description
Les mâles mesurent de 1,7 à 1,8 mm et la femelle 2,2 mm.

## Étymologie
Son nom d'espèce, composé de stewart et du suffixe latin -ensis, « qui vit dans, qui habite », lui a été donné en référence au lieu de sa découverte, l'île Stewart.

## Publication originale
- Beier, 1976 : The pseudoscorpions of New Zealand, Norfolk, and Lord Howe. New Zealand Journal of Zoology, vol. 3, no 3, p. 199-246 (texte intégral).